# 風之少女艾蜜莉
《風之少女艾蜜莉》是日本NHK教育頻道播映的動畫作品，改編自清秀佳人的加拿大作家露西·莫德·蒙哥馬利的作品《可愛的艾蜜莉》（新月莊的艾蜜莉，Emily of New Moon）為主的「艾蜜莉」系列的3部作品的原作。自2007年4月7日播至同年2007年9月29日，全26話。

## 作品概要
- 同樣以蒙哥馬利作品為藍本的動畫『紅髮安妮』，製播前導演已將蒙哥馬利作品全部讀過。[1]相對於忠實呈現原作的前者，「風之少女艾蜜莉」改編時卻增加許多原作沒有的新內容。[2]比如第7話、第15話、第16話便原作沒有的原創故事。

## 故事概要
- 住在加拿大愛德華王子島的艾蜜莉‧柏德‧史塔爾的父親去世，新月農場的地主是母親的娘家。墨瑞家的女主人伊麗莎白大阿姨領養了她。可是艾蜜莉非常頑固，時常與大阿姨反覆的起衝突，不過不久與家族互相尊重並打成一片。
- 艾蜜莉每天晚上，把村子裡發生的事情用書信的方式寫信給自己已去世的父親，然後信的數目漸漸增加，她開始了有著豐富的想像力，不久之後立志想當個小說家。

## 登場人物

### 主要人物
艾蜜莉‧柏德‧史塔爾(Emily Byrd Starr，1885年5月19日-)
配音員：川上倫子
艾蜜莉‧柏德是她的奶奶還沒有結婚前所使用的名字和姓氏。在梅塢市的小山谷的家中，與得了肺結核而在療養中的爸爸住在一起，之後父親去世成為孤兒。她爸爸很討厭墨瑞家的人，在那裡她都不敢讓別人看見她哭。在棺材前「不說再見的話，只希望能夠在一起」之類的話，之後用信件的方式與父親交談。在家庭會議裡要並沒有要領養艾蜜莉的事情，不過之後決定要領養的是墨瑞家。從伊麗莎白的眼中看艾蜜莉是「墨瑞家一族的女孩子」，而在班上被戲稱為是「墨瑞家的孩子」，不過，艾蜜莉的全名是艾蜜莉‧柏德‧史塔爾(如上)，而不是艾蜜莉‧墨瑞(Emily Murray)。因此變的讓墨瑞家照顧來自史塔爾家的女兒。
泰迪‧肯特／弗雷德里克‧肯特(Teddy Kent／Frederick Kent)
配音員：宮田幸季
有著繪畫的才能，是個纖細又體弱多病的男孩子。柏恩里醫生建議他與伊爾絲還有艾蜜莉以起到戶外去玩。高中的時候，他的繪畫能力被認同，便到巴黎去留學。之後，回加拿大與艾蜜莉結婚。
露西‧肯特(Lucy Kent)
配音員：堀江美都子
艾蜜莉與泰迪的女兒。
伊麗莎白‧墨瑞(Elizabeth Murray)
配音員：藤田淑子
阿齊博爾德‧墨瑞的大女兒。墨瑞家的主人，她是艾蜜莉的大阿姨。有個非常嚴苛的一面，比任何人都非常擔心艾蜜莉。是個象徵於封建時代時的代表人物。
蘿拉‧墨瑞(Laura Murray)
配音員：池田昌子
阿齊博爾德‧墨瑞的二女兒，她是艾蜜莉的二阿姨。對艾蜜莉非常的溫柔。
伊爾絲‧柏恩里(Ilse Burnley)
配音員：小島幸子
與艾蜜莉上同所學校的金髮女孩子。有個稍為性急的個性，其實她有著很善良的個性。與艾蜜莉是好朋友。但是她和父親的關係不好，但不久後因某事與父親和解。在高中時有了某個契機，讓她以朗誦家為目標。在孩童時期對佩里有好感。
佩里‧米勒(Perry Miller)
配音員：岡村明美
與湯姆阿姨一起住在貧民區。而現在他被雇為新月農場的幫手。沒辦法去上學不過為了某個目標而努力的學習。他的頭腦其實是非常聰明的。對艾蜜莉有好感，不過在知道伊爾絲的想法後，變的跟她交往了。
詹姆斯‧墨瑞(James Murray)
配音員：納谷六朗
通稱：吉米(Jimmy)。伊麗莎白與蘿拉的堂弟。在愛德華王子島上種植著不畏冬天的植物而感到驕傲的庭園。還保有著孩子們的天真性格，對艾蜜莉來說是個很好溝通的人。
風阿姨(Wind Woman)
配音員：筱原惠美
艾蜜莉的感性所幻想出來能交談的人。在美麗的大自然中，聽聞風和樹木的聲音時心是「閃耀的」(the flash)的感覺(動畫裡被表現是「閃耀的」)。這就是艾蜜莉被稱為「風之少女」的原因。艾蜜莉在離開梅塢而感到寂寞的一個理由，不能與風阿姨相遇。但是，她感動的閃耀心情卻沒有失去，在新月農場這美麗的場所，遇到了風阿姨。讓艾蜜莉的感受到風阿姨而非常感動，在那之後閃耀的話語湧上心頭。這就成為艾蜜莉的天賦異稟的才能。

### 其他登場人物
道格拉斯‧史塔爾(Douglas Starr，1863-1896)
配音員：宗矢樹賴
艾蜜莉的爸爸。在女王學院畢業後，為了以記者的道路前進，而到了夏綠蒂鎮做編輯，他在皇后學院的最後的時候與茱麗葉相遇。結婚後覺很幸福的生了艾蜜莉，不過在他的葬禮後，傳出「墨瑞家的女兒如果和有錢的男人結婚的話，不至於悲慘到這麼早死」和「只不過是個在小報社工作的記者」等茱麗葉的姊姊與哥哥傳出了這些蜚言流語。在那樣的情況下寄託給墨瑞家的人們的艾蜜莉的將來不免有些擔心。
茱麗葉‧墨瑞‧史塔爾(Juliet Murray Starr)
配音員：豐口惠
艾蜜莉的媽媽。她是爸爸阿齊博爾德再婚對象而生的四女兒。從小身體不好，因此被跟她年齡相差很多的哥哥和姊姊們以可愛般的養育者，但是因為想和道格拉斯結婚和家裡斷絕關係一點也不後悔。與墨瑞家的人們沒有再次相見，不過在艾蜜莉4歲的時候去世了，此後被埋在史塔爾家的土地上。艾蜜莉對於媽媽的事情沒有印象。
華勒斯‧墨瑞(Wallace Murray)
配音員：伊藤榮次
阿齊博爾德‧墨瑞的大兒子，艾蜜莉的大舅舅。她比伊麗莎白還有蘿拉的年紀還小。孩子膝下成群。住在薩默賽德(Summerside)。
奧利佛‧墨瑞(Oliver Murray)
配音員：伴藤武
阿齊博爾德‧墨瑞的二兒子，艾蜜莉的二舅舅。比露絲還要年長。住在薩默賽德。
露絲‧墨瑞‧達頓(Ruth Murray Dutton)
配音員：松岡洋子
阿齊博爾德‧墨瑞的三女兒，艾蜜莉的三阿姨。是個沒有孩子的寡婦。住在舒茲伯利。
愛倫‧格林(Ellen Greene)
住在梅塢家的時候，照顧著沒有母親的艾蜜莉與生病的道格拉斯。在動畫裡有照顧艾蜜莉的愛貓，是個很親切的女傭。而艾蜜莉直接叫她的名字「愛倫」，而描寫出她們有親密的關係。
阿齊博爾德‧墨瑞(Archibald Murray)
伊麗莎白、蘿拉、露絲、茱麗葉、華勒斯與奧利佛等6個孩子的父親，也是艾蜜莉的外公。已經過世了，現在墨瑞家的當家是長女伊麗莎白。
愛德華‧墨瑞(Edward Murray)
阿齊博爾德的弟弟，也是艾蜜莉的叔公。在50年前與夫人蜜莉安還有阿齊博爾德一起在金斯波特(Kingsport)遊玩。
蜜莉安‧墨瑞(Miriam Murray)
阿齊博爾德的弟媳，也是艾蜜莉的嬸婆。在50年前與丈夫愛德華還有阿齊博爾德一起在金斯波特(Kingsport)遊玩。
愛琳‧肯特(Aileen Kent)
配音員：久川綾
泰迪的母親。非常溺愛著自己的兒子泰迪，不想失去他，就親手阻止伊爾絲和艾蜜莉別和他太過親密。
艾倫‧柏恩里(Allan Burnley)
配音員：梁田清之
伊爾絲的父親，是個醫生。他被伊爾絲認為妻子碧雅翠絲是因為他的關係而事故死，想起來就讓他心酸，因為多年來伊爾絲是沒有母親的女兒。在他告知碧雅翠絲的話之後，才安然的與伊爾絲和解。
碧雅翠絲‧米契爾‧柏恩里(Beatrice Mitchell Burnley)
配音員：幸田夏穗
伊爾絲的母親。在暴風雨的日子去新月農場借東西，但在回來的途中不慎掉落井裡，變成了不歸人。
索西薩爾((Saucy Sal)
配音員：青山桐子
艾蜜莉飼養的貓咪。在第2話開頭時被介紹成「頑皮的貓咪索西薩爾」。Saucy是「莽撞的，活潑的」的意義的形容詞。是隻母貓。
約翰‧蘇利文((John Sullivan)
配音員：園部啟一
喜歡開玩笑，對於騙艾蜜莉說放在那裡的蘋果有毒，是用來殺老鼠的，對於艾蜜莉把這件事情當真而感到抱歉。在毒蘋果事件之後返回新月農場被吉米的庭園被毀滅與報復自己的樹林的宣言。他是個虔誠的羅馬天主教徒。
詹姆斯‧凱西迪(James Cassidy)
配音員：島香裕
隔壁村白十字的羅馬天主教會的神父。既使艾蜜莉是長老派的教徒，凱西迪神父他也一樣向朋友一樣關心著艾蜜莉，並一起說話，並說服約翰要守護著樹林。艾蜜莉持續創作時他也有在一旁鼓勵。
湯姆阿姨(Aunt Tom)
配音員：堀絢子
在煙囪市(Stovepipe Town。沒有壁爐，火爐的煙囪從屋頂推出去的類型而樸素的家生活人們的街道)養育著變成孤兒的佩里。
凱薩琳(Catherine)
配音員：巴菁子
動畫的原創角色，露絲的朋友。
南西‧墨瑞‧普里斯特(Nancy Murray Priest)
配音員：京田尚子
從墨瑞家嫁到普里斯特家。住在威瑟農莊(Wyther Grange)。是個企業家。雖然口氣很差，但是對艾蜜莉很溫柔。普里斯特池塘(Priest Pond)是普里斯特家人們聚集地方的池子，比布萊爾水池的池子還要大。
卡洛琳‧普里斯特(Caroline Priest)
配音員：北川智繪
與南西姑婆一起住在威瑟農莊的人。
狄恩‧普里斯特(Dean Priest)
住在普里斯特家的男性。在女王學院時與道格拉斯是好朋友。他幫助了在馬爾文的海岸懸崖邊要取紫玫瑰而差點掉落的艾蜜莉，他和她情投意合，見識廣闊。
約瑟芬‧羅斯(Josephine Rose)
配音員：勝生真沙子
著名的女演員，通稱：喬(Joe)。被蘿達招待參加生日派對，對自己的聲音有情結，年輕的時候有被道格拉斯救過。
旁白(Narration)
配音員：筱原惠美
本故事的解說員。擔任解說故事的部份。

### 學校的學生和老師
蘿達‧史圖亞特(Rhoda Stuart)
配音員：榎本溫子
布朗奈爾老師最喜歡的學生。說禮物箱裡放的是牛奶蛇，艾蜜莉很生氣的不知為什麼她會被換掉，還有欺負艾蜜莉，並且命令伊爾絲欺騙她。對紅玫瑰並沒有什麼特別的意思，儘儘只是要欺負艾蜜莉的玩笑話。之後有好幾次艾蜜莉也非常討厭她，在最終話時，讀過艾蜜莉的小說非常感動，並祝福艾蜜莉和泰迪結婚。
珍妮‧史傳(Jennie Strang)
配音員：石松千惠美
蘿達的親衛隊，普遍都穿著綠色的衣服，以體格上來說是很好的女孩子。
凱莉‧金(Carrie King)
配音員：關山美沙紀
蘿達的親衛隊，普遍都穿著藍色的衣服，頭髮編的像豬尾的女孩子。
葛瑞絲‧威爾斯(Grace Wells)
配音員：青山桐子
蘿達的親衛隊之一，普遍都穿著粉紅色的衣服，頭髮沒有編的像豬尾的女孩子。與索西薩爾的聲優相同。
艾芙琳‧布萊克(Evelyn Blake)
配音員：夏樹莉緒
在舒茲伯利的高中喜歡文學的少女，比艾蜜莉的年紀還要大。
漢麗‧布朗奈爾→漢麗‧布萊克(Henry Brownell→Henry Blake)
配音員：熊谷妮娜
艾蜜莉覺得她是個有時候對學生很嚴格，有時候對學生很好的老師。結婚之後就向學校辭職了。
法蘭西斯‧卡本特(Francis Carpenter)
配音員：大塚明夫
在布朗奈爾老師結婚辭職後，前來補缺額的老師。時常鼓勵著艾蜜莉，並多給予她指導，讓她表現才華。在艾蜜莉高中畢業後，他因為生病時導致病情惡化，最後病死了。

## 主題歌
- 片頭曲『風之少女』(第1話~第26話)
  - 作詞：吉本由美 歌：堀江美都子 作曲：宮川彬良
- 片尾曲『風的錯聽』(第1話~第26話)
  - 作詞：EPO 歌：EPO 作曲：EPO 編曲：細井豐

## 標題播映表
| 話數 | 副標題           | 播映日        | 腳本     | 分鏡     | 演出     | 作畫監督   |
| ---- | ---------------- | ------------- | -------- | -------- | -------- | ---------- |
| 1    | 風之少女         | 2007年4月7日  | 島田滿   | 小坂春女 | 小坂春女 | 清水惠藏   |
| 2    | 墨瑞家的驕傲     | 2007年4月14日 | 島田滿   | 奧田誠治 | 山崎友正 | 大河内忍   |
| 3    | 伊爾絲是奇怪的人 | 2007年4月21日 | 島田滿   | 金澤哲男 | 高橋順   | 八崎健二   |
| 4    | 四人的寫生       | 2007年4月28日 | 中村誠   | 前島健一 | 前島健一 | 山本經子   |
| 5    | 第一次的舞台     | 2007年5月5日  | 丸尾未步 | 濁川敦   | 濁川敦   | 平山智     |
| 6    | 毒蘋果事件       | 2007年5月12日 | 早坂律子 | 濱津守   | 濱津守   | 日高真由美 |
| 7    | 最喜歡樹林       | 2007年5月19日 | 早坂律子 | 小坂春女 | 小坂春女 | 若月愛子   |
| 8    | 媽媽的房間       | 2007年5月26日 | 島田滿   | 西村純二 | 山崎友正 | 大河內忍   |
| 9    | 消失的鑽石       | 2007年6月2日  | 丸尾未步 | 今澤哲男 | 高橋順   | 八崎健二   |
| 10   | 編織夢的人們     | 2007年6月9日  | 中村誠   | 前島健一 | 前島健一 | 鈴木伸一   |
| 11   | 有名譽的比賽     | 2007年6月16日 | 島田滿   | 濁川敦   | 濁川敦   | 平山智     |
| 12   | 世界上的一首詩   | 2007年6月23日 | 早坂律子 | 濱津守   | 濱津守   | 日高真由美 |
| 13   | 墨瑞家的聖誕節   | 2007年6月30日 | 中村誠   | 西村純二 | 矢野篤   | 若月愛子   |
| 14   | 海邊的野餐       | 2007年7月7日  | 丸尾未步 | 今澤哲男 | 高橋順   | 八崎健二   |
| 15   | 鬼屋             | 2007年7月14日 | 早坂律子 | 小坂春女 | 名取孝浩 | 畑智司     |
| 16   | 夏天的回憶       | 2007年7月21日 | 丸尾未步 | 前島健一 | 前島健一 | 鈴木伸一   |
| 17   | 伊爾絲的秘密     | 2007年7月28日 | 島田滿   | 小坂春女 | 小坂春女 | 平山智     |
| 18   | 蘿達的陷阱       | 2007年8月4日  | 中村誠   | 濱津守   | 土屋康郎 | 日高真由美 |
| 19   | 艾蜜莉的失敗     | 2007年8月11日 | 中村誠   | 西村純二 | 鏑木宏   | 高橋明     |
| 20   | 青春的階梯       | 2007年8月18日 | 小坂春女 | 小坂春女 | 矢野篤   | 八崎健二   |
| 21   | 各自的夢想       | 2007年8月25日 | 早坂律子 | 高橋順   | 高橋順   | 武田和久   |
| 22   | 雪中的告白       | 2007年9月1日  | 丸尾未步 | 前島健一 | 清水明   | 芽野京子   |
| 23   | 離開的心         | 2007年9月8日  | 小坂春女 | 今澤哲男 | 矢野篤   | 小松香苗   |
| 24   | 留下來的東西     | 2007年9月15日 | 中村誠   | 小坂春女 | 土屋康郎 | 日高真由美 |
| 25   | 如今雪將融化     | 2007年9月22日 | 島田滿   | 清水惠藏 | 矢野篤   | 島田英明   |
| 26   | 春天來臨         | 2007年9月29日 | 小坂春女 | 小坂春女 | 小坂春女 | 清水惠藏   |

## 関連項目
- 紅髮安妮(世界名作劇場)
- 前往艾凡里的道路

## 外部連結
- （日語） 風之少女艾蜜莉 （页面存档备份，存于）（NHK動畫世界）
- （日語） 風之士女艾蜜莉 （页面存档备份，存于）（東京電影）
- （日語） ☆「艾蜜莉」的世界 (NHK・NEP・TMS。動畫製作人與導演的訪談)
- 互联网电影数据库（IMDb）上《風之少女艾蜜莉》的资料（英文）
- 我的網頁新月的艾蜜莉(非正式官網)
- 露西‧莫德‧蒙哥馬利的資料
- 愛德華王子島(PEI)官方網頁 （页面存档备份，存于）（愛德華王子島州觀光局）
- （日語） 紅髮安妮的故鄉（亞特蘭大、加拿大4州觀光局的正式官網）